# Karol de Perthées
Herman Karol Perthées herbu własnego (niem. Hermann Karl Perthées, ur. 14 stycznia 1740 w Dreźnie, zm. 21 listopada 1815 w Mazuryszkach k. Wilna) – kartograf działający w Rzeczypospolitej i w zaborze rosyjskim. 

## Życiorys
Pochodził z rodziny hugenockiej osiadłej w Niemczech. Był nieślubnym synem Hermana Karla von Keyserlinga, po którym nadano mu imiona Herman i Karol, ale używał tylko tego drugiego. Naturalny ojciec i opiekun, kurlandzki arystokrata był rosyjskim ambasadorem w Saksonii, a pod koniec życia (1763-1764) w Warszawie. Karol Perthées kształcił się najpierw w domu ambasadora, później w szkole wojskowej w Berlinie, gdzie przez pięć lat był kadetem, a przez następne trzy uczył się inżynierii wojskowej. Wraz z ojcem znalazł się w Warszawie w 1763. W 1764 został mianowany geografem nadwornym Stanisława Augusta. Jednocześnie awansował na kolejne stopnie oficerskie: porucznik artylerii koronnej (1767), kapitan (1770 lub 1771), pułkownik (1783). 
Autor szeregu map województw dawnej Rzeczypospolitej w skali 1:225 000 (w Paryżu wydano mapy 5 województw), a także mapy hydrograficznej Polski (Carte hydrographique de Pologne 1809). Głównym źródłem Perthéesa były opisy parafii tworzone na rozkaz królewskiego brata, prymasa Michała Poniatowskiego, przez proboszczów wszystkich ówczesnych parafii w państwie.
Nobilitowany w 1768. W 1774 lub później samowolnie uszlachcił swoje nazwisko, dodając francuską partykułę „de”.
W 1798 przeniósł się do Wilna, gdzie wykładał kartografię dla wojska rosyjskiego. Po niemal całkowitej utracie wzroku, zamieszkał w 1812 w Mazuryszkach, dzierżawionych przez męża najmłodszej córki. Został pochowany na cmentarzu ewangelickim w Wilnie.
Karol Perthées zajmował się także entomologią. Z jego zniszczonej kolekcji, obejmującej około 2700 gatunków owadów, zachowały się jego rękopiśmienne, bogato ilustrowane opisy”. 
Jego spuścizna pozostała w znacznej części w Wilnie.
Z pierwszą żoną, poślubioną w 1770, córką Canaletta, Józefą Bellotto, doczekał się dzieci, z których wiek dojrzały osiągnęli Regina, Karol Edward i Karol Gustaw. Po śmierci Teresy (1789) Karol Perthées poślubił w 1792 jej najmłodszą siostrę – Teresę Bellotto, z którą miał córkę Marcellę, żonę Andrzeja Ignacego Towiańskiego, krewnego znanego mistyka.  